# Renaudea
Renaudea is een geslacht van wantsen uit de familie van de Tingidae (netwantsen). Het geslacht werd voor het eerst wetenschappelijk beschreven door Carl John Drake in 1958.

## Soorten
Het genus is monotypisch en bevat alleen de volgende soort:

- Renaudea pauliani Drake